# Cornelis Ekama (1773-1826)
Cornelis Ekama (Paesens, 31 maart 1773 - Leiden, 24 februari 1826) was een Nederlandse wiskundige, natuurkundige, astronoom, en gereformeerd theoloog.

## Leven
De zoon van de predikant Johan Cornelis Ekama (1740 - 1780) en diens vrouw Hendrikje Lieuwes Postma, groeide na de vroege dood van zijn vader in armelijke omstandigheden op. In 1781 ging hij naar de Latijnse school in Dokkum, die onder leiding stond van de rector Jan Willem de Crane (1758–1842). Hij volgde hem toen hij in 1788 als rector naar Enkhuizen trok, en toen Crane als professor naar de Universiteit van Franeker ging, schreef hij zich daar in als student in 1790. Hier studeerde hij theologie, waarbij hij onder andere de colleges van Everwinus Wassenberg (1742–1826) volgde. Hij raakte in het bijzonder geïnteresseerd in de wiskunde, waarbij hij vooral beïnvloed werd door Antoine Chaudoir (1749–1824). Op 9 oktober 1796 ging hij als predikant naar Elkerzee. Naast zijn pastorale werkzaamheden hield hij zich bezig met wiskunde en natuurkunde, waarbij hij voordrachten hield bij het Natuurkundig Gezelschap in Zierikzee.
Op 17 mei 1800 ontving hij van de senaat van de Universiteit van Franeker een eredoctoraat in de filosofie en op 23 januari 1803 werd hij eredocent in de natuur- en zeevaartkunde in Zierikzee. Hij trad aan op 30 maart 1803 met de rede Over het nut van de wetenschap der zeevaartkunde voor een welingerigten staat. Op 16 mei 1804 werd hij docent in de wis-, natuur- en zeevaartkunde. Hij trad af als predikant en werd in februari ook docent in de astronomie, anatomie en fysiologie. Op 18 september 1807 benoemden de curatoren van de Universiteit van Franeker hem tot professor voor logica, metafysica, wiskunde en astronomie aan de filosofische faculteit. 
Hij begon met zijn colleges in april 1808 en hield op 1 juni 1809 zijn inaugurele rede de Frisa, ingeniorum mathematicorum imprimis fertilli. Toen de universiteit in 1811 sloot trok Ekama naar de Universiteit Leiden als professor in de wiskunde en astronomie. Daarmee kreeg hij ook de leiding van de Sterrewacht Leiden. Na de tijdelijke sluiting van de universiteit werd hij per koninklijk besluit weer aangesteld als professor op 16 oktober 1815. Van 1822 tot 1823 was hij rector magnificus van de universiteit. Aan het eind van deze periode hield hij de rede de insignium, qui in scientia astronomica facti sunt, progressuum fundamentis. Na zijn overlijden in 1826 werd hij aan de Sterrewacht opgevolgd door Pieter Uijlenbroek.
Ekama publiceerde enkele bijdragen in vaktijdschriften en werd lid van een aantal wetenschappelijke gezelschappen zoals het Zeeuwsch Genootschap der Wetenschappen in Vlissingen (21 november 1804), de Hollandsche Maatschappij der Wetenschappen in Haarlem (1808), het Bataafsch Genootschap der Proefondervindelijke Wijsbegeerte in Rotterdam (1808) en de Koninklijke Nederlandse Akademie van Wetenschappen (8 maart 1812).
Hij trouwde op 24 juli 1818 met Susanne Cornelia le Poole (1794-1845), en kreeg drie kinderen waarvan zijn zoon Cornelius Ekama (1824–1891) de bekendste werd.

## Publicaties
Enkele van zijn publicaties zijn:
- Nieuwe antwoorden op de rekenkundige vraagen van H. Aeneae. Leiden, Deventer en Groningen 1804
- Oratio de Frisa, ingeniorum mathematicorum imprimis fertilli. Leeuwarden 1809, (Online).
- Oratio de insignium, qui in scientia astronomica facti sunt progressuum fundamentis, a summis in re mathematica et astronomica viris ; partim decimo sexto, maxime decimo septimo seculo, jam praecipue jactis. Leiden 1823
- Verhandeling over Gemma Frisius, den eersten grondlegger tot het bepalen van de Lengte op zee. 1825